# Rewolucyjna Partia Komunistyczna
Rewolucyjna Partia Komunistyczna (hiszp. Partido Comunista Revolucionario de la Argentina, PCRA) – partia polityczna w Argentynie.

## Historia
Powstała w 1968 roku. Jej twórcami byli działacze zawiedzeni umiarkowaną linią Komunistycznej Partii Argentyny. Pod obecną nazwą działa od 1969. Deklaruje poglądy maoistowskie.